# Angelo Ramazzotti

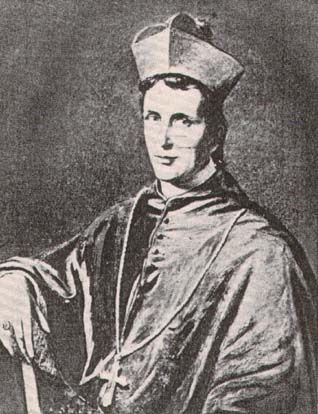
Angelo Ramazzotti

Angelo Ramazotti (Milaan, 3 augustus 1800 - Crespano del Grappa, 24 september 1861) was een Italiaans geestelijke en kardinaal van de Katholieke Kerk.
Ramazotti, zoon van Giuseppe Ramazzotti en Giulia Maderna, studeerde aan de Universiteit van Pavia, waar hij in beide rechten promoveerde. Hij werkte vervolgens in de advocatuur, alvorens zijn roeping te volgen en te gaan studeren aan het seminarie van Milaan. Hij werd op 13 juni 1829 priester gewijd. Hij trad toe tot de orde van de Oblaten van de Heiligen Ambrosius en Carolus en hij werkte vervolgens als docent en pastoor in het aartsbisdom Milaan.
Paus Pius IX benoemde hem in 1850 tot bisschop van Pavia. Acht jaar later werd hij door dezelfde paus benoemd tot patriarch van Venetië. In 1860 werd hij Zijner Heiligheids bisschop-troonassistent. Op 22 augustus 1861 maakte het Vaticaan bekend dat aartsbisschop Ramazotti kardinaal gecreëerd zou worden in het consistorie van 27 september van dat jaar. Ramazotti overleed evenwel enkele dagen voor het consistorie. Hij werd als patriarch opgevolgd door Giuseppe Luigi Trevisanato.
In 1987 werd een proces tot heiligverklaring van Angelo Ramazotti geopend.
Lorenzo Giustiniani · Giovanni Barozzi · Maffeo Gherardi · Thomas Donatus · Marco Cornaro · Gerolamo Querini · Pietro Francesco Contarini · Vincenzo Diedo · Giovanni Trevisan · Lorenzo Priuli · Matteo Zane · Francesco Vendramin · Giovanni Tiepolo · Federico Corner · Gianfranco Morosini · Alvise Sagredo · Gianalberto Badoaro · Pietro Barbarigo · Marco Gradenigo · Francesco Antonio Correr · Aloysius Foscari · Giovanni Bragadin · Fridericus Maria Giovanelli · Ludovico Flangini Giovanelli · Nicola Saverio Gamboni · Francesco Milesi · Ján Krstitel Ladislav Pyrker · Giacomo Monico · Pietro Aurelio Mutti · Angelo Ramazzotti · Giuseppe Luigi Trevisanato · Domenico Agostini · Giuseppe Melchiorre Sarto · Aristide Cavallari · Pietro La Fontaine · Adeodato Giovanni Piazza · Carlo Agostini · Angelo Giuseppe Roncalli · Giovanni Urbani · Albino Luciani · Marco Cé · Angelo Scola · Francesco Moraglia
- Gemeinsame Normdatei: 124131018
- International Standard Name Identifier: 0000 0000 6145 9545
- Library of Congress Control Number: n2002106648
- Istituto Centrale per il Catalogo Unico: TO0V308895
- Virtual International Authority File: 18149143
- WorldCat: E39PBJfmrJBhjx6qkcmkxCQwmd